# Nasozetes choerognathus
Nasozetes choerognathus är en kvalsterart som beskrevs av Rainer Willmann 1931. Nasozetes choerognathus ingår i släktet Nasozetes och familjen Hemileiidae. Inga underarter finns listade i Catalogue of Life.